# Перси (тауншип, Миннесота)
Перси (англ. Percy) — тауншип в округе Китсон, Миннесота, США. На 2000 год его население составило 48 человек.

## География
По данным Бюро переписи населения США площадь тауншипа составляет 91,5 км², из которых 90,2 км² занимает суша, а 1,2 км² — вода (1,36 %).

## Демография
По данным переписи населения 2000 года здесь находились 48 человек, 24 домохозяйства и 13 семей. Плотность населения — 0,5 чел./км². На территории тауншипа расположено 63 постройки со средней плотностью 0,7 построек на один квадратный километр. Расовый состав населения: 100,00 % белых.
Из 24 домохозяйств в 16,7 % воспитывались дети до 18 лет, в 54,2 % проживали супружеские пары и в 41,7 % домохозяйств проживали несемейные люди. 37,5 % домохозяйств состояли из одного человека, при том 16,7 % из — одиноких пожилых людей старше 65 лет. Средний размер домохозяйства — 2,00, а семьи — 2,64 человека.
12,5 % населения — младше 18 лет, 8,3 % — в возрасте от 18 до 24 лет, 22,9 % — от 25 до 44, 29,2 % — от 45 до 64, и 27,1 % — старше 65 лет. Средний возраст — 47 лет. На каждые 100 женщин приходилось 166,7 мужчин. На каждые 100 женщин старше 18 приходилось 180,0 мужчин.
Средний годовой доход домохозяйства составлял 25 000 долларов, а средний годовой доход семьи — 48 125 долларов. Средний доход мужчин — 27 500 долларов, в то время как у женщин — 16 250. Доход на душу населения составил 17 981 доллар. За чертой бедности не находилась ни одна семья и 4,8 % всего населения тауншипа.